# Tereticus semirugosus
Tereticus semirugosus là một loài bọ cánh cứng trong họ Cerambycidae.